# Cima Both
La Cima Both (2.437 m s.l.m.) è la montagna più alta degli Spalti di Toro nelle Dolomiti Friulane. Si trova tra la provincia di Belluno (Veneto) e la provincia di Pordenone (Friuli-Venezia Giulia).

## Caratteristiche
La Cima Both è collocata appena ad ovest della Forcella Montanaia. Prende il nome da J. Both che insieme a F. Koegel la salì per primo. Per l'ascesa si può utilizzare come punto di appoggio il  bivacco Giuliano Perugini.